# Místní rozhlas

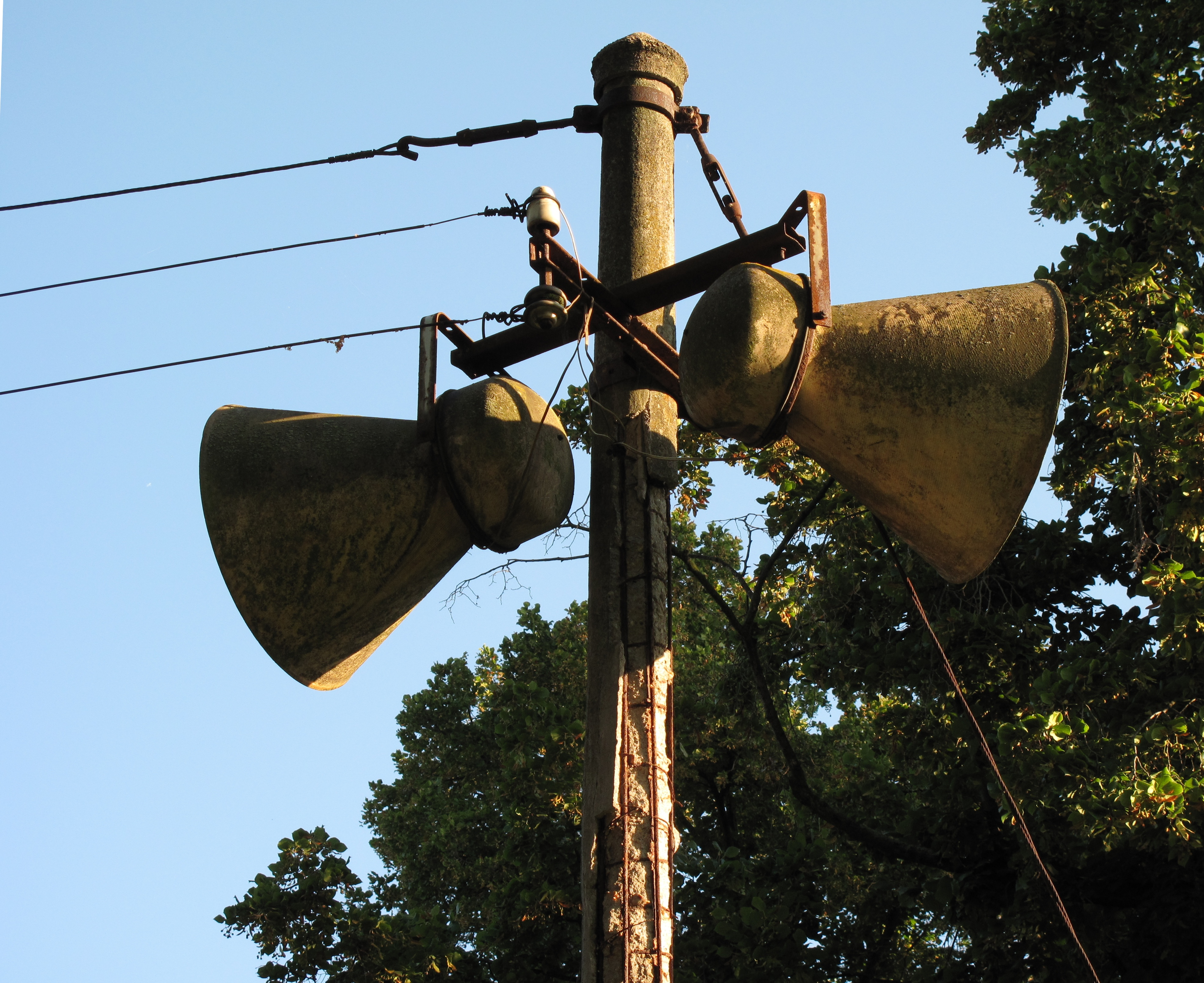
Ampliony místního rozhlasu

Místní rozhlas (nebo také obecní rozhlas) je zařízení k šíření informací obvykle na území obce či města. Po obci nebo i po budově jsou umístěny reproduktory, signál se k nim rozvádí dvoudrátovým vedením, u novějších konstrukcí také bezdrátově. Sdělují se pomocí něho informace o aktivitách v obci nebo o hrozícím nebezpečí. Jeho hlášení jsou obvykle uvozena a zakončena hudbou. Bývají to populární písně ale v některých obcích (kupříkladu Suché Lozi) je to dechovka. V Kunovicích vymezují vysílání místního rozhlasu skladbou hranou na zvonkohru.
Starší drátové rozhlasy jsou postupně nahrazovány nejmodernějšími bezdrátovými rozhlasy. Ty zabezpečují občanům kvalitní a včasnou informovanost bez výrazné ztráty kvality a síly signálu. Proto není nutné, aby byly vybaveny zesilovači tak jako v případě drátových rozhlasů. Bezdrátové rozhlasy za pomocí počítačového programu obvykle zvládají i různé druhy hlášení do jednotlivých částí obce, popřípadě jiných míst.
Za poslední "evolučním" článek je pak možné považovat systémy mobilního rozhlasu, které eliminují většinu nevýhod obecních rozhlasů.